# ドラムくん
ドラムくんは、パチンコメーカーのSANKYOがデザインしたドラム型ロボットのキャラクター。同社製のパチンコ、パチスロにも登場する。

## 概要
初登場は1992年4月、雑誌広告で「ドラムのSANKYO」のイメージキャラクターとして一般公開された。パチンコ機での初登場は『フィーバーファイターI』（1994年7月）。

## 特徴
- SANKYOの社章デザインともなっており、社員バッジや販促用グッズにもデザインが使用されている。
- 空を飛べる。
- 歌が歌える。元祖『ギャンドル』杉浦幸（杉浦幸 with P.P.O（PACHINKO PARADAISE ORCHESTRA）名義）とのデュエット、「愛のパチパチロック」にてCDデビュー。

『パチンコ・ミュージック・フロム・SANKYO SPECIAL ～愛のパチパチロック～』（1996年2月21日、キングレコード、KICA-1173）に収録。
- 普段はしゃべらない。その時の気持ちがおなかのリールに現れるらしい。
- 近年はSANKYOの液晶画面を持つパチンコ・パチスロのほぼ全機種において、予告やリーチ中に出現すると確変大当たり確定となるプレミアムキャラクターとして登場している。